# Викторија де Дуранго
Викторија де Дуранго (шп. Victoria de Durango) је град у Мексику у савезној држави Дуранго. Према процени из 2005. у граду је живело 463.830 становника.

## Географија

### Клима
| Клима (Викторија де Дуранго) | Клима (Викторија де Дуранго) | Клима (Викторија де Дуранго) | Клима (Викторија де Дуранго) | Клима (Викторија де Дуранго) | Клима (Викторија де Дуранго) | Клима (Викторија де Дуранго) | Клима (Викторија де Дуранго) | Клима (Викторија де Дуранго) | Клима (Викторија де Дуранго) | Клима (Викторија де Дуранго) | Клима (Викторија де Дуранго) | Клима (Викторија де Дуранго) | Клима (Викторија де Дуранго) |
| Показатељ \ Месец            | .Јан.                        | .Феб.                        | .Мар.                        | .Апр.                        | .Мај.                        | .Јун.                        | .Јул.                        | .Авг.                        | .Сеп.                        | .Окт.                        | .Нов.                        | .Дец.                        | .Год.                        |
| ---------------------------- | ---------------------------- | ---------------------------- | ---------------------------- | ---------------------------- | ---------------------------- | ---------------------------- | ---------------------------- | ---------------------------- | ---------------------------- | ---------------------------- | ---------------------------- | ---------------------------- | ---------------------------- |
| Апсолутни максимум, °C (°F)  | 32,0 (89,6)                  | 32,0 (89,6)                  | 36,0 (96,8)                  | 36,0 (96,8)                  | 39,5 (103,1)                 | 38,0 (100,4)                 | 34,0 (93,2)                  | 36,8 (98,2)                  | 37,0 (98,6)                  | 34,0 (93,2)                  | 35,0 (95)                    | 32,0 (89,6)                  | 39,5 (103,1)                 |
| Средњи максимум, °C (°F)     | 20,5 (68,9)                  | 22,1 (71,8)                  | 24,5 (76,1)                  | 27,2 (81)                    | 30,0 (86)                    | 30,4 (86,7)                  | 28,0 (82,4)                  | 27,6 (81,7)                  | 26,7 (80,1)                  | 25,6 (78,1)                  | 23,0 (73,4)                  | 20,5 (68,9)                  | 25,5 (77,9)                  |
| Просек, °C (°F)              | 10,9 (51,6)                  | 12,2 (54)                    | 14,9 (58,8)                  | 17,7 (63,9)                  | 20,6 (69,1)                  | 22,2 (72)                    | 21,0 (69,8)                  | 20,7 (69,3)                  | 19,4 (66,9)                  | 17,4 (63,3)                  | 14,0 (57,2)                  | 11,3 (52,3)                  | 16,9 (62,4)                  |
| Средњи минимум, °C (°F)      | 1,3 (34,3)                   | 2,4 (36,3)                   | 5,3 (41,5)                   | 8,2 (46,8)                   | 11,1 (52)                    | 14,0 (57,2)                  | 14,0 (57,2)                  | 13,7 (56,7)                  | 12,2 (54)                    | 9,1 (48,4)                   | 5,0 (41)                     | 2,1 (35,8)                   | 8,2 (46,8)                   |
| Апсолутни минимум, °C (°F)   | −12,0 (10,4)                 | −12,0 (10,4)                 | −9,5 (14,9)                  | −6,0 (21,2)                  | 1,4 (34,5)                   | 3,5 (38,3)                   | 1,3 (34,3)                   | 7,0 (44,6)                   | 2,0 (35,6)                   | 0,0 (32)                     | −6,0 (21,2)                  | −10,0 (14)                   | −12,0 (10,4)                 |
| Количина падавина, mm (in)   | 11,3 (4,45)                  | 7,6 (2,99)                   | 3,8 (1,5)                    | 6,2 (2,44)                   | 12,8 (5,04)                  | 69,3 (27,28)                 | 121,6 (47,87)                | 140,2 (55,2)                 | 80,7 (31,77)                 | 51,9 (20,43)                 | 13,6 (5,35)                  | 10,0 (3,94)                  | 529,0 (208,27)               |
| [ тражи се извор ]           |                              |                              |                              |                              |                              |                              |                              |                              |                              |                              |                              |                              |                              |

## Становништво
Према подацима са пописа становништва из 2010. године, град је имао 518.709 становника.
| 1990.   | 1995.   | 2000.   | 2005.   | 2010.   |
| ------- | ------- | ------- | ------- | ------- |
| 348.036 | 397.687 | 427.135 | 463.830 | 518.709 |